# Fluweelmoortiran
De fluweelmoortiran (Knipolegus nigerrimus) is een zangvogel uit de familie Tyrannidae (tirannen).

## Kenmerken
De fluweelmoortiran is 18 centimeter lang en weegt 25 tot 35 gram. Deze soort vertoont seksuele dimorfie. Het mannetje heeft grotendeels glanzende blauwzwarte veren met witte vleugelpennen die alleen zichtbaar zijn in de vlucht. Het vrouwtje onderscheidt zich van het mannetje door een kastanje gestreepte keel. Beide geslachten hebben rode ogen.

## Verspreiding en leefgebied
Deze vogel is endemisch in Brazilië en telt twee ondersoorten:
- K. n. hoflingi: oostelijk Brazilië van Pernambuco tot centraal Bahia (Chapada Diamantina).
- K. n. nigerrimus: zuidoostelijk Brazilië van Espírito Santo tot Noordoost-Rio Grande do Sul.

Zijn natuurlijke habitat bestaat onder meer uit graslanden, scrublands en bergbossen op een hoogte tot 2700 meter boven zeeniveau. De habitats bevinden zich in drie verschillende biomen: Atlantisch Woud, Caatinga en Cerrado.

## Status
De grootte van de populatie is niet gekwantificeerd, maar is waarschijnlijk stabiel. Om deze redenen staat de fluweelmoortiran als niet bedreigd op de Rode Lijst van de IUCN.